# Алеуш
Алеуш (рум. Aleuș) — село у повіті Селаж в Румунії. Входить до складу комуни Халмешд.
Село розташоване на відстані 403 км на північний захід від Бухареста, 31 км на захід від Залеу, 84 км на північний захід від Клуж-Напоки.

## Населення
За даними перепису населення 2002 року у селі проживали 346 осіб.
Національний склад населення села:
| Національність | Кількість осіб | Відсоток |
| -------------- | -------------- | -------- |
| румуни         | 323            | 93,4%    |
| цигани         | 15             | 4,3%     |
| словаки        | 7              | 2,0%     |

Рідною мовою назвали:
| Мова      | Кількість осіб | Відсоток |
| --------- | -------------- | -------- |
| румунська | 338            | 97,7%    |
| словацька | 7              | 2,0%     |